# Secret Combination
«Secret Combination» es una canción pop de la artista griega Kalomira. Fue la canción elegida para representar a Grecia en el Festival de la Canción de Eurovisión 2008, al igual que el primer sencillo del cuarto disco de estudio de Kalomira, titulado "Secret Combination: The Album". Alcanzó la tercera plaza en la final del festival. Tras el Festival, la canción se ha convertido en un éxito en varios países europeos, alcanzando el número uno de las listas de éxitos en Grecia y Chipre y llegando a estar entre las 40 primeras canciones más descargadas digitalmente en Turquía, Dinamarca, Suecia y Finlandia. También llegó a entrar en lista en países como Bélgica, Irlanda, Reino Unido y Canadá.